# Cryptus brunniventris
Cryptus brunniventris är en stekelart som först beskrevs av Julius Theodor Christian Ratzeburg 1848.  Cryptus brunniventris ingår i släktet Cryptus och familjen brokparasitsteklar. Inga underarter finns listade i Catalogue of Life.